# Хан, Ульрика
Ульрика Хан (Ulrike Elisabeth Hahn; род. 17 июня 1963, Мангейм) — немецкий психолог, специалист в области психологии мышления, принятия решений и суждений. Доктор (1996), с 2012 года профессор Биркбек-колледжа Лондонского университета. Член Леопольдины (2015), членкор Баварской академии наук (2022).
Лауреат премии Аннелизы Майер (2014).
Обучилась на юриста в Германии, затем получила степень магистра когнитивных наук и естественного языка в Эдинбургском университете.
Докторскую степень по экспериментальной психологии получила в Оксфорде. Преподавала в ряде университетов Соединенного Королевства, таких как Университет Кардиффа (в Школе психологии которого проведет 14 лет) и Университет Уорика. Почётный доктор (Швеция, 2017).
Публиковалась в Psychological Review и Proceedings of the National Academy of Sciences.